# Paul Dessau (1974)
Paul Dessau ist ein Dokumentarfilm des DEFA-Studios für Kurzfilme aus dem Jahr 1974. Er entstand im Auftrag des Fernsehens der DDR unter der Regie von Gitta Nickel.

## Handlung
Der Film stellt keinen biografischen Ablauf des Lebens Paul Dessaus dar, sondern es werden einzelne Stationen daraus gezeigt. Neben Aussagen seiner Freunde und Kollegen werden immer wieder Ausschnitte aus Interviews eingeblendet, in denen er auch erklärt, wie er zu dem Namen Pauken-Paule kam.
Es beginnt mit einem Chor, der eines seiner Lieder singt, was ihm viel zu fröhlich vorkommt, weshalb er einschreitet und  im anschließenden Interview die Meinung vertritt, dass Musik kein Entspannungsmedium ist, denn zur Entspannung gibt es Pillen oder auch Spazierengehen, was bedeutend billiger ist. Er äußert auch die Meinung, dass es in der Musik zwar nur 12 Töne gibt, die jedoch im Sozialismus und im Kapitalismus verschieden eingesetzt werden. Als Beispiel führt er das Requiem für Lumumba an, dessen Texter Karl Mickel sagte, dass kein Faschist diese Musik verstehen wird. Dieses Requiem spielt er einer Gruppe Jugendlicher vor und bittet um eine anschließende Diskussion. Eine junge Frau fragt ihn, warum er in seinen Kompositionen so viele Disharmonien hat, worauf er antwortet, dass das relativ ist, denn was dem Einen seine Harmonie, ist dem Anderen seine Disharmonie, also was dem Einen gefällt, gefällt dem Anderen nicht. Die meisten Menschen haben Vorurteile, die sie lernen müssen, zu überwinden.
In einer Sitzung des gesellschaftlichen Rates der Deutschen Staatsoper Berlin spricht Paul Dessau über sein Verständnis zur Musik und versucht seine Einstellung zu vermitteln. Es geht um seine Oper Einstein, die er selbst eine Anti-Oper nennt und von der längere Ausschnitte der Probenarbeit gezeigt werden. Er erzählt, wie er zu dem Stoff kam und wie er Bertolt Brecht, der auch ein Stück über Albert Einstein schreiben wollte bat, ihm dabei zu helfen. Brecht vermutete, dass Dessau in zwei Jahren fertig sein würde, jedoch wurden achtzehn Jahre daraus. Weitere Ausschnitte von den Proben mit der Regisseurin Ruth Berghaus und den Sängern Reiner Süss, Theo Adam und Peter Schreier folgen.
Es folgen Ausführungen Paul Dessaus, in denen er seinen Weg aus einer musikalischen, bürgerlichen Familie zu einem Kommunisten beschreibt. Stark beeinflusst hat ihn der Spanische Bürgerkrieg, dem er mehrere Lieder widmet, von denen das bekannteste Spaniens Himmel ist, welches durch Ernst Busch bekannt wurde und das im Film mit Dokumentaraufnahmen wiedergegeben wird. Darüber und über sein Lied Die junge Welt ist in Berlin zu Gast zu den 10. Weltfestspielen in Berlin diskutiert er wieder mit einer Gruppe Jugendlicher. Aufnahmen, wie er eine Schulklasse unterrichtet, fehlen natürlich nicht. Ein weiterer Abschnitt behandelt eine Solidaritätsveranstaltung mit Chile in der Deutschen Staatsoper Berlin, bei der er Klavier spielen soll. Das ist ihm aber zu wenig und er komponiert innerhalb von vier Tagen drei Lieder nach Texten von Pablo Neruda, die sein Beitrag zu dieser Veranstaltung sind.
Dann erzählt er, wie er während seiner Tätigkeit bei Warner Brothers in den USA von einer Sekretärin überzeugt wird, in die Kommunistische Partei einzutreten. Anschließend singt Gisela May seine Vertonung des Textes Lied einer deutschen Mutter von Bertolt Brecht. Das nächste Thema ist ein Besuch in Paris nach dem Zweiten Weltkrieg, als er in der Zeitung von deutschen Neofaschisten liest, die Friedhöfe schänden. Das macht ihn so wütend, dass er dieses Thema in einer Komposition verarbeiten will und er sucht sich Partner, die ihn dabei unterstützen. Einer von ihnen ist der Komponist Boris Blacher, ein anderer ist der Dirigent Herbert Kegel, das Ergebnis ist die Oper Die Verurteilung des Lukullus mit einem Libretto von Bertolt Brecht. Hier nutzt Dessau die Gelegenheit über seine Zusammenarbeit mit Brecht zu erzählen, wozu auch Filmausschnitte aus dem Berliner Ensemble mit dem Brecht-Stück Coriolan und Aufnahmen von Helene Weigel mit einem Lied aus Mutter Courage und ihre Kinder gehören. Weiter geht es mit Aufnahmen einer Aufführung der Verurteilung des Lukullus in Brno und mit Bildern sowie Meinungsäußerungen italienischer Kommunisten über die Aufführung in der Mailänder Scala. Der Regisseur in Italien war Giorgio Strehler, der anschließend seine Meinung über die Musik von Paul Dessau und das Volkstheater äußert. Er ließ in seiner Inszenierung am Schluss den Lukullus mit dem Kopf nach unten aufhängen, was an Benito Mussolini erinnert und den antifaschistischen Auftrag der Oper unterstreicht.
Der Komponist Hans Werner Henze spricht über ein Lied, welches er für Paul Dessau zu dessen Geburtstag geschrieben hat und das ohne den von ihm entwickelten Songstil nicht so entstanden wäre. Während das Lied gespielt wird, wird auf der Leinwand ein vietnamesisches Ehepaar mit einem Kleinkind gezeigt, das Blumen zum Grab seiner Lieben bringt. Danach bringt er noch einmal die Freundschaft zu Paul Dessau zu Ausdruck, die sein Leben stark bereichert hat. Ein weiterer Komponist, der Italiener Luigi Nono spricht über die Verehrung, die Paul Dessau von den italienischen Kommunisten, vor allen wegen seiner Kampflieder, entgegengebracht wird. Es folgen noch Aufnahmen der Premiere des Einstein in der Deutschen Staatsoper Berlin und der anschließenden Feier, bei der auch Gret Palucca anwesend ist.
Zum Schluss des Interviews bedauert er, dass einige der Dirigenten der DDR nicht mit der Entwicklung der Musik schritthalten, denn die Menschen sind bereits weiter und wollen nicht nur Johannes Brahms und Robert Schumann hören.

## Produktion
Paul Dessau wurde auf ORWO-Color gedreht und unter Verwendung von Schwarzweiß-Dokumenten fertiggestellt. Der Film hatte am 15. Dezember 1974 aus Anlass des 80. Geburtstages Paul Dessaus im 1. Programm des DDR-Fernsehens seine Uraufführung.

## Kritik
In der Berliner Zeitung meinte Gisela Herrmann: 

„Ein Porträt Paul Dessaus zu zeichnen –  da schließt sich Unverbindlichkeit von selbst aus. Es doch so zu zeichnen, daß die Beobachterebene des Dokumentaristen dem Zuschauer Raum läßt, selbst zum mitbeteiligten, mitwertenden Entdecker zu werden – das läßt die kluge künstlerische Handschrift G'Ha Nickels erkennen. Ihr Film führt eine subtile, empfindungsvolle. frische Auseinandersetzung mit einer Persönlichkeit. In Bildauswahl, Gedankenfolge und Rhythmus eine schöpferische Filmkomposition mit dem großen Komponisten.“

## Auszeichnungen
- 1975: XII. Internationales Fernsehfestival Prag:Preis der Intervisionsjury
- 1975: XII. Internationales Fernsehfestival Prag: Preis der Presse[3]